# Tuinieren

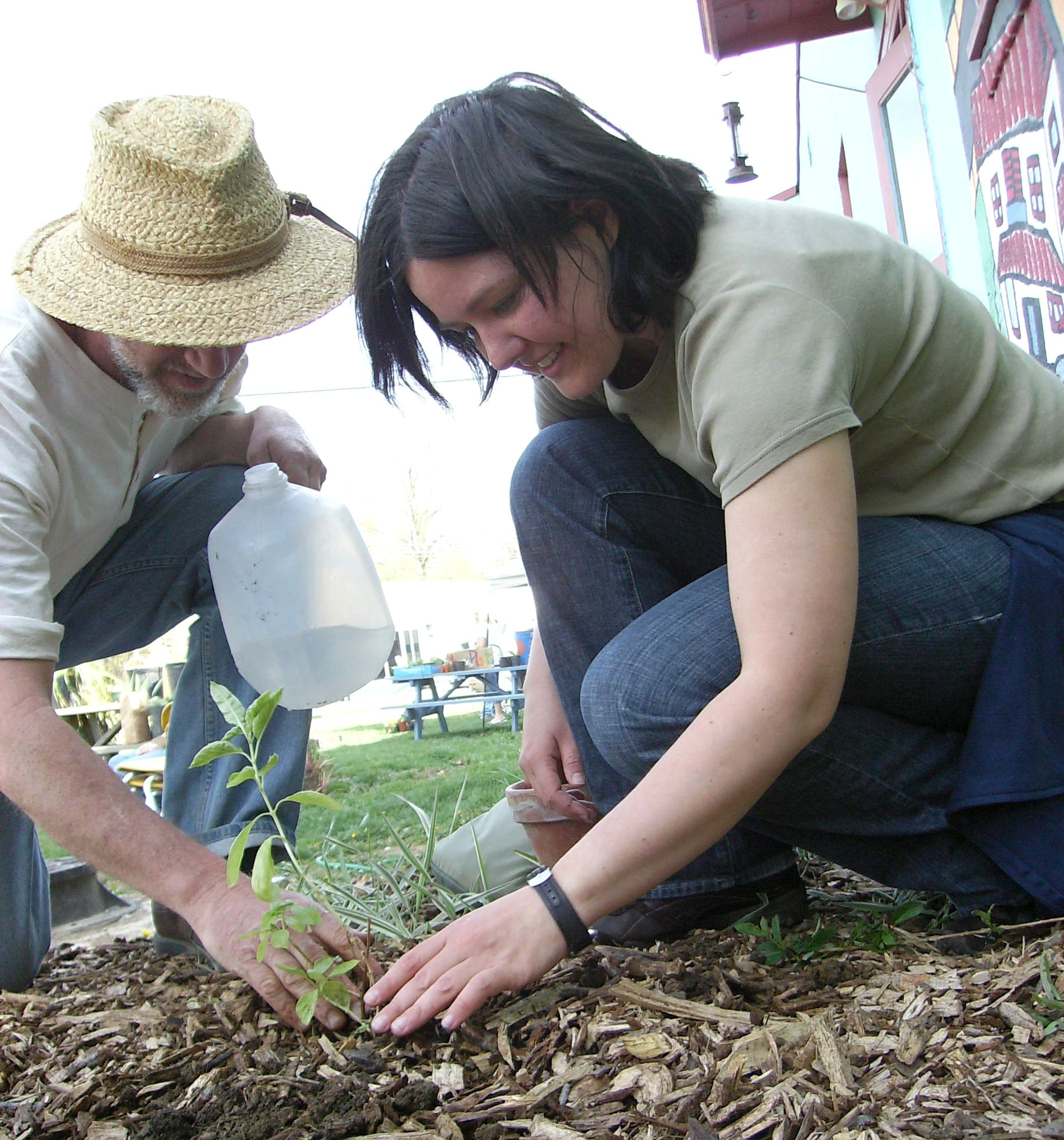
Tuinieren

Tuinieren is het op kleine schaal kweken en telen van planten voor voedsel of pracht. Het gebied waar dit gebeurt, wordt tuin of soms hof genoemd. 
Het voornaamste verschil met de tuinbouw is dat tuinieren voornamelijk recreatief wordt gedaan. Voor veel mensen werkt tuinieren ontspannend. Iemand die beroepshalve een tuin aanlegt of onderhoudt is een hovenier, tuinier of tuinman.

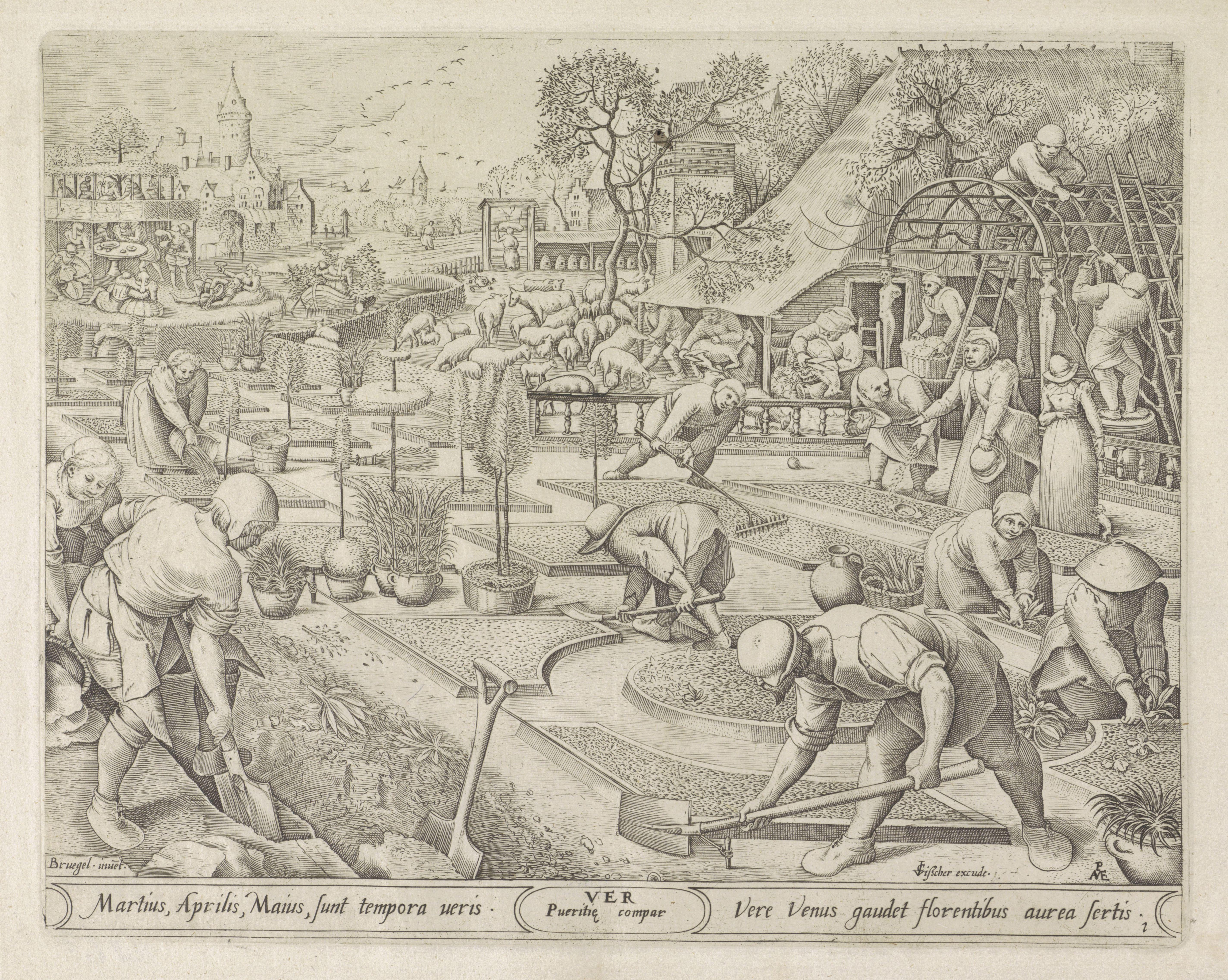
Het bewateren, harken, kantsteken, opbinden, spitten, planten en zaaien in een aangelegde tuin.

Tuinieren is onderhevig aan de tijdsgeest en mode. In de jaren 1970 was een tuininrichting met bielzen populair, naar het idee van Mien Ruys.

## Gereedschappen
- Grondbewerking: schoffel, hak, hark, verticulator, schop, schrepel, greep, plantenschepje, bollenplanter;
- Plantbewerking: snoeischaar, wiedstok, heggenschaar, grasschaar, grasmaaier, grashark, kantensteker, snoeimes, gieter, sproeispuit.